# Tîmofiivka, Novoarhanhelsk
Tîmofiivka (în ucraineană Тимофіївка) este un sat în comuna Nadlak din raionul Novoarhanhelsk, regiunea Kirovohrad, Ucraina.

## Demografie
Componența lingvistică a localității Tîmofiivka
     Ucraineană (90,39%)
     Română (6,27%)
     Belarusă (2,55%)
     Alte limbi (0,39%)
Conform recensământului din 2001, majoritatea populației localității Tîmofiivka era vorbitoare de ucraineană (90,39%), existând în minoritate și vorbitori de română (6,27%) și belarusă (2,55%).